# Vireó de Cassin
El vireó de Cassin (Vireo cassinii) és un ocell de la família dels vireònids (Vireonidae).

## Hàbitat i distribució
Habita boscos de pins, ginebres i roures als turons i muntanyes de l'oest de Nord-amèrica, des del sud de la Colúmbia Britànica, nord d'Idaho i nord-oest de Montana, cap al sud, a través de Washington, Oregon, oest d'Idaho i Califòrnia fins al nord de Baixa Califòrnia. Sud de Baixa Califòrnia.